# Gyrophyllum sibogae
Gyrophyllum sibogae is een Pennatulaceasoort uit de familie van de Pennatulidae. De wetenschappelijke naam van de soort is voor het eerst geldig gepubliceerd in 1916 door Hickson.